# Setenta Discípulos

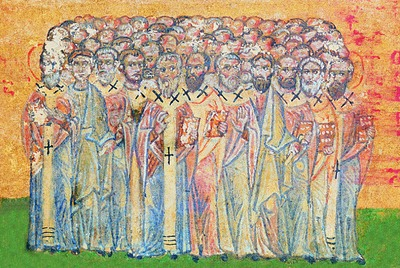
Iluminura dos Setenta Discípulos

Os setenta discípulos (em grego:  ἑβδομήκοντα μαθητές, hebdomikonta mathetes), conhecidos nas tradições cristãs orientais como os setenta apóstolos (em grego:  ἑβδομήκοντα απόστολοι, hebdomikonta apostoloi), foram os primeiros emissários de Jesus mencionados no Evangelho segundo Lucas. O número desses discípulos varia entre 70 ou 72 dependendo do manuscrito.   
A passagem de Lucas 10 no Evangelho de Lucas, o único evangelho em que são mencionados, inclui instruções específicas para a missão, começando com (na Bíblia Douay-Rheims):

Depois destas coisas, o Senhor designou ainda outros setenta e dois, e os enviou adiante de si, de dois em dois, a todas as cidades e lugares aonde ele havia de ir.
No cristianismo ocidental, eles são geralmente chamados de discípulos, enquanto no cristianismo oriental são geralmente chamados de apóstolos. Usando as palavras gregas originais, ambos os títulos são descritivos, pois um apóstolo é alguém enviado em uma missão (o grego usa a forma verbal apesteilen), enquanto um discípulo é um estudante, mas as duas tradições diferem no escopo das palavras apóstolo e discípulo.

## Texto
A passagem do Evangelho de Lucas, capítulo 10, é:
| “ | 1. Depois disto o Senhor designou outros setenta, e enviou-os de dois em dois adiante de si a todas as cidades e lugares, aonde ele estava para ir. 2. Disse-lhes: A seara, na verdade, é grande, mas os trabalhadores são poucos; rogai, pois, ao Senhor da seara que envie trabalhadores para a sua seara. 3. Ide; eu vos envio como cordeiros no meio de lobos. 4. Não leveis bolsa, nem alforge, nem sandálias; e a ninguém saudeis pelo caminho. 5. Em qualquer casa em que entrardes, dizei primeiro: Paz seja nesta casa. 6. Se ali houver algum filho da paz, repousará sobre ele a vossa paz; e se não houver, ela tornará para vós. 7. Permanecei naquela mesma casa, comendo e bebendo o que vos oferecerem; pois digno é o trabalhador do seu salário. Não vos mudeis de casa em casa. 8. Em qualquer cidade em que entrardes, e vos receberem, comei o que vos oferecerem; 9. curai os enfermos que nela houver, e dizei: Está próximo a vós o reino de Deus. 10. Mas na cidade em que entrardes, e não vos receberem, saindo pelas suas ruas, dizei: 11. Até o pó que da vossa cidade se nos pegou aos pés, sacudimos contra vós; todavia sabei que está próximo o reino de Deus. 12. Digo-vos que naquele dia haverá menos rigor para Sodoma, do que para aquela cidade. 13. Ai de ti, Corazim! ai de ti, Betsaida! porque se em Tiro e em Sidom se tivessem operado os milagres que em vós se fizeram, há muito, sentadas em saco e em cinza, elas se teriam arrependido. 14. Contudo haverá menos rigor para Tiro e para Sidom no dia do juízo, do que para vós. 15. Tu, Cafarnaum, elevar-te-ás, porventura, até o céu? descerás até o Hades. 16. Quem vos ouve, a mim me ouve; quem vos rejeita, a mim me rejeita; e quem me rejeita, rejeita aquele que me enviou. 17. Voltaram os setenta cheios de alegria, dizendo: Senhor, até os demônios se nos submetem em teu nome. 18. Respondeu-lhes Jesus: Eu via a Satanás cair do céu como relâmpago. 19. Eis aí vos dei autoridade para pisardes serpentes e escorpiões, e sobre todo o poder do inimigo, e nada de modo algum vos fará mal. 20. Mas não vos regozijeis em que os espíritos se vos submetem, antes regozijai-vos em que os vossos nomes estão escritos no céu. | ” |
|   | — São Lucas 10, 1-20. |   |

## Análise
Esta é única vez que este grupo é mencionado na Bíblia. O número é "setenta" nos manuscritos com o texto-tipo Alexandrino (como o Codex Sinaiticus) e com o texto-tipo Cesariano, mas "setenta e dois" na maior parte dos outros textos alexandrinos e com o texto-tipo Ocidental. A origem do número pode estar nas setenta nações do Gênesis ou nas muitas outras citações ao número na Bíblia, ou nos setenta e dois tradutores da Septuaginta na Carta de Aristeas. Ao traduzir a Vulgata, São Jerônimo escolheu "setenta e dois".
Contudo, o Evangelho de Lucas não está só entre os evangelhos sinóticos ao conter episódios onde Jesus envia seus seguidores em missões. A primeira ocasião, em Lucas 9:1–6, está intimamente relacionada à "Comissão Menor" do Evangelho de Marcos[nota b], que conta o envio dos doze apóstolos ao invés de setenta, ainda que com muitas similaridades. Os paralelos[nota c] sugerem uma origem comum, possivelmente no proposto Documento Q. Lucas também menciona a "Grande Comissão" para "todas as nações" em Lucas 24:44–49, mas em menos detalhes que o relato de Marcos.

## Festas
A festa comemorando os Setenta é conhecida como a "Synaxis dos Setenta Apóstolos" na Igreja Ortodoxa e é celebrada em 4 de janeiro. Cada um dos Setenta tem ainda uma comemoração individual espalhada por todo o ano litúrgico.

## Sinaxe dos setenta apóstolos
A tradição da Igreja Ortodoxa ao providenciar o nome dos Setenta cujos "nomes estão escritos no céu"[nota d], está associada com Doroteu de Tiro, um bispo do final do século III d.C., desconhecido exceto por sua contribuição neste contexto e a quem foi atribuído um relato sobre os Setenta, e cuja versão sobrevivente é do século VIII d.C. Os seus nomes aparecem em diversas listas, como na Chronicon Paschale e no tratado de Pseudo-Doroteu, publicado em Migne, P.G., XCII, 521-524; 543-545; 1061-1065.
Já a Igreja Católica considera estas listas, escritas piedosamente, mas tendo "importância secundária" para a fé.
Eusébio de Cesareia afirmou categoricamente que no seu tempo não existia uma lista como esta e mencionou entre os discípulos apenas Barnabé, Sóstenes, Cefas, Matias, Tadeu e Tiago, irmão de Jesus.
Muitos destes nomes incluídos entre os Setenta são facilmente reconhecidos por suas próprias realizações, mas há ligeiras diferenças entre as várias listas. 
| 1. Tiago, irmão de Jesus, chamado de Tiago, o Justo, autor da Epístola de Tiago e o primeiro bispo de Jerusalém. 2. Marcos, o Evangelista, autor do Evangelho de Marcos e primeiro bispo de Alexandria. 3. Lucas, o Evangelista, autor do Evangelho de Lucas. 4. Cleofas. 5. Simeão, filho de Cleofas, segundo bispo de Jerusalém. 6. Barnabé, companheiro de Paulo de Tarso. 7. Justo, bispo de Eleuterópolis. 8. Tadeu de Edessa, também chamado de Santo Addai (provavelmente não é o mesmo apóstolo chamado de Tadeu). 9. Ananias, primeiro bispo de Damasco. 10. Estevão, um dos Sete Diáconos, o primeiro mártir. 11. Filipe, o Evangelista, um dos Sete Diáconos, bispo de Trales na Ásia Menor. 12. Prócoro, um dos Sete Diáconos, bispo de Nicomédia na Bitínia. 13. Nicanor, o Diácono, um dos Sete Diáconos. 14. Timão, um dos Sete Diáconos. 15. Parmenas, um dos Sete Diáconos. 16. Timóteo, primeiro bispo de Éfeso. 17. Tito, primeiro bispo de Creta. 18. Filémon, bispo de Gaza. 19. Onésimo (não é o mesmo Onésimo citado na Epístola a Filémon). 20. Epafras, bispo de Andríaca. 21. Arquipo. 22. Silas, primeiro bispo de Corinto. | 23. Silvano. 24. Crescêncio. 25. Crispo, bispo de Calcedônia. 26. Epêneto, bispo de Cartago. 27. Andrônico, bispo da Panônia. 28. Estácio, segundo bispo de Bizâncio (depois de Santo André). 29. Amplíato, bispo de Odissa (Varna). 30. Urbano, bispo da Macedônia. 31. Narciso, bispo de Atenas. 32. Apeles, bispo de Heraclião. 33. Aristóbulo, bispo da Britânia. 34. Herodião, bispo de Patras. 35. Ágabo, o Profeta. 36. Rufus, bispo de Tebas. 37. Asíncrito, bispo de Hircânia. 38. Flegonte, bispo de Maratona. 39. Hermes, bispo de Filipópolis. 40. Parrobo, bispo de Potole. 41. Hermas, bispo da Dalmácia. 42. Lino, segundo bispo de Roma. 43. Caio, bispo de Éfeso. 44. Filólogo, bispo de Sinope. 45. Lúcio de Cirene, bispo de Laodiceia na Síria. 46. Jasão, bispo de Tarso. 47. Sosípatro, bispo de Icônio. 48. Olimpas. | 49. Tércio, que transcreveu a Epístola aos Romanos e bispo de Icônio. 50. Erasto, bispo de Paneas. 51. Quarto, bispo de Berito. 52. Evódio, primeiro bispo de Antioquia. 53. Onesíforo, bispo de Cirene. 54. Clemente, bispo de Sardes. 55. Sóstenes, bispo de Cólofon. 56. Apolo, bispo de Cesareia Palestina. 57. Tíquico, bispo de Cólofon. 58. Epafrodito. 59. Carpo, bispo de Beroia na Trácia. 60. Quadrado, bispo de Atenas. 61. João Marcos, que geralmente se acredita ser Marcos, o Evangelista, bispo de Biblos 62. Zenas, o Doutor da Lei, bispo de Dióspolis. 63. Aristarco, bispo de Apameia, na Síria. 64. Pudêncio, pai de Santa Pudenciana e Santa Praxedes. 65. Trofimo. 66. Marcos, também chamado de Marcos, primo de Barnabé, bispo de Apolônia. 67. Artemas, bispo de Listra. 68. Áquila, companheiro de Priscila e seguidores de Paulo de Tarso em suas viagens. 69. Fortunato. 70. Acaico. 71. Dorcas, também chamada de Tábata, uma discípula que Pedro ressuscitou dos mortos. |

Matias, o apóstolo que substituiu Judas Iscariotes como um dos Doze, é também frequentemente listado entre os Setenta, uma vez que João Marcos é geralmente entendido como sendo Marcos, o Evangelista.

## Manuscritos do Novo Testamento

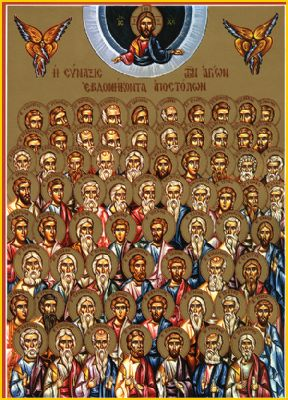
Ícone dos Setenta Apóstolos.

Estes são os manuscritos do Novo Testamento que listam os Setenta:
- Minúsculo 82
- Minúsculo 93
- Minúsculo 177
- Minúsculo 459
- Minúsculo 613
- Minúsculo 617
- Minúsculo 699